# الشيخ محجوب جعفر
الشيخ محجوب جعفر (2 مارس 1935، نوري) هو أخصائي فطريات سوداني في الأورام الفطرية وعلم الجراثيم.

## النشأة والتعليم

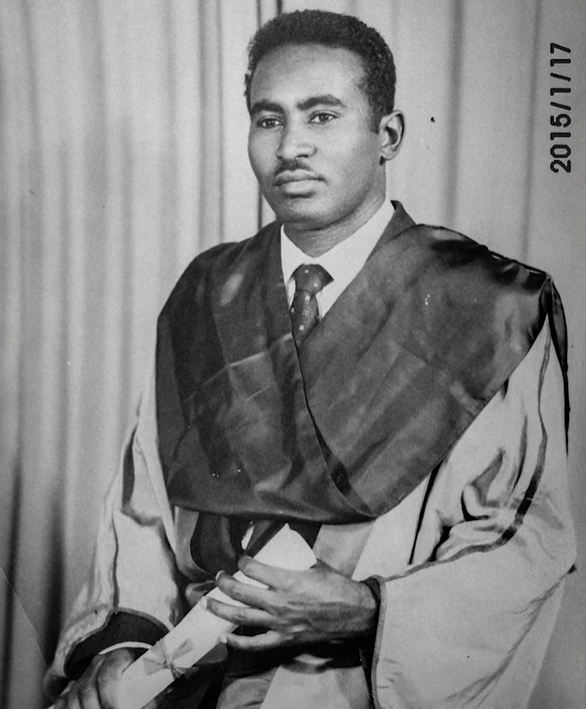
تخرج جعفر عام 1961.

ولد جعفر في 2 مارس 1935، في مدينة نوري. التحق بمدرسة كريمة الابتدائية، ثم انتقل إلى مدرسة شندي، وأكمل دراسته الثانوية في مدرسة وادي سيدنا الثانوية بالخرطوم. حصل على بكالوريوس الطب وبكالوريوس الجراحة (MBBS) بامتياز من جامعة الخرطوم عام 1961.
بدأ جعفر تدريبه الطبي كمساعد باحث في قسم علم الجراثيم والطفيليات في جامعة الخرطوم قبل حصوله على الدكتوراه من كلية لندن للصحة وطب المناطق الحارة بجامعة لندن في أغسطس 1965. حصل جعفر على دبلوم في علم الجراثيم من جامعة لندن عام 1966.

## الحياة المهنية
لدى عودته إلى السودان، عُيّن جعفر محاضرًا في قسم علم البكتيريا الدقيقه بجامعة الخرطوم. تمت ترقيته لاحقًا إلى محاضر أول في عام 1969، وقارئًا في عام 1972، وأستاذًا في عام 1974، وفي نفس العام حصل على درجة الدكتوراه في علم الأحياء الدقيقة. في عام 1968، أسس جناح وعيادة الميستوما في مستشفى الخرطوم شمال، وخلال عام 1972، عمل جعفر كاستشاري لمنظمة الصحة العالمية في طهران، إيران.

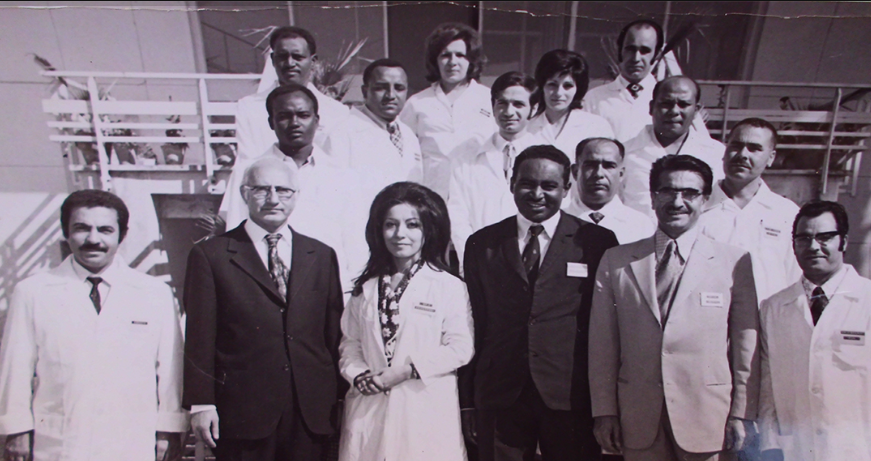
جعفر أمام معمل طهران المركزي في عام 1972.

اكتسب جعفر خبرة في تشخيص الأحياء الدقيقة السريرية في مستشفى جامعة غرب ميدلسكس وكلية لندن للصحة والطب الاستوائي بين عامي 1976 و 1977. التحق بجامعة الملك سعود كأستاذ في علم الأحياء الدقيقة الطبية عام في 1977 لأنه لم يتمكن من العودة إلى السودان أثناء رئاسة جعفر نميري (1969-1985). أسس جعفر قسم علم الأحياء الدقيقة، والذي تم الاعتراف به لاحقًا من الكلية الملكية لعلماء الأمراض، وعيادة الفطر. أصبح العميد المؤسس لقسم علم الأحياء الدقيقة من عام 1979 حتى عام 1984.
عندما استولى وزير الدفاع السوداني عبد الرحمن سوار الذهب على السلطة من الرئيس السوداني جعفر النميري بعد انقلاب ١٩٨٥، عاد جعفر إلى السودان كأستاذ ورئيس قسم الأحياء الدقيقة والطفيليات بجامعة الخرطوم، حيث بقي حتى عام 1988. ثم تم تعيينه وزيرا للتربية والتعليم العالي والبحث العلمي كجزء من الائتلاف الثالث لحزب الأمة الوطني، والذي استمر حتى عام 1989 عندما أطاح العقيد (لاحقا الفريق) عمر حسن أحمد البشير بصادق المهدي وأسس مجلس قيادة الثورة للإنقاذ الوطني لحكم السودان.
خدم جعفر في لجنة خبراء منظمة الصحة العالمية (علم الطفيليات) بين 1975-1990. بين عامي 1990 و 1995، تم اختياره مستشارًا إقليميًا لأبحاث أمراض المناطق المدارية بمنظمة الصحة العالمية. ثم أصبح مديرًا لتطوير الخدمات الصحية حتى عام 1997، قبل أن يصبح مستشارًا إقليميًا لتطوير التعليم من أجل الصحة بين عامي 1997 و 1998.
شغل جعفر منصب رئيس تحرير مجلة الخدمات الصحية لشرق المتوسط (1990-1994)، وعضوًا في هيئة تحرير مجلة علم الفطريات الطبية والبيطرية، وعضو هيئة تحرير مجلة Mycopathologia، وعضو في جامعة الخرطوم. لجنة التحرير الصحفية، ومحكم معاملات الجمعية الملكية لطب المناطق الحارة والنظافة. كان جعفر رئيسًا لمجلس جامعة أم درمان الإسلامية (1986-1988)، ورئيسًا لمجلس البحوث الطبية، السودان (1986-1988).

## الحياة الشخصية
تزوج جعفر من إنعام عبد الرحمن المهدي، شقيقة الصادق المهدي الذي وافته المنية بتاريخ 10 تموز/يوليو 2020.

## الجوائز والتكريم

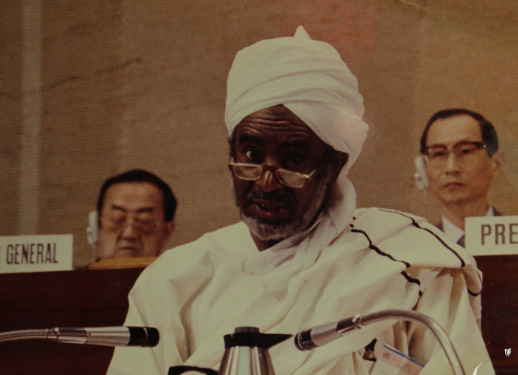
الشيخ يخاطب المجلس العام لمنظمة الصحة العالمية بعد حصوله على جائزة شوشة، جنيف، 1989

اُنتخب جعفر زميلاً في الجمعية الملكية لطب المناطق الحارة والنظافة عام 1964، وزميل الكلية الملكية للأطباء (FRCP) عام 1985. حصل على جائزة Ademola من كلية لندن للصحة والطب الاستوائي في عام 1987، وجائزة شوشة من منظمة الصحة العالمية في عام 1989.

## روابط خارجية
- فيلم وثائقي عن الورم الفطري، باللغة الإنجليزية.